# Aljarafe
El Aljarafe es una comarca situada en la provincia de Sevilla, en Andalucía, España. Los 13 municipios que la componen suman más de 90 000 habitantes, siendo parte de la mayor aglomeración urbana del sur del país, el área metropolitana de Sevilla, junto con la comarca metropolitana de Sevilla y la comarca del Bajo Guadalquivir. Esta comarca se creó en 2003 por la Junta de Andalucía.
La comarca se encuentra a apenas 7 km del océano Atlántico por el sur y a 112 km del estrecho de Gibraltar. El río Guadalquivir la separa de la capital andaluza, a solo 2 km por autovía del Quinto Centenario.

## Localización
El Aljarafe limita al norte con la comarca del Corredor de la Plata. La naturaleza señala este límite en las estribaciones de Sierra Morena que hay al norte de los municipios de Sanlúcar la Mayor, Olivares, Albaida del Aljarafe y Salteras y en las partes meridionales de Aznalcóllar y Gerena.
Limita al sur con los terrenos cuaternarios de las marismas del Guadalquivir y al este con el propio cauce principal del río Guadalquivir. El margen este está claramente señalado por la cornisa que se traslada paralela al río desde Santiponce hacia el sur, hasta su finalización en las marismas.
Al este limita históricamente y de forma popular, con Sevilla capital. Aunque oficialmente, los municipios más cercanos a Sevilla que están separados de la misma por el brazo vivo del río  Guadalquivir pertenecen a la Comarca Metropolitana de Sevilla, que es la comarca que engloba el área metropolitana de Sevilla. Por lo tanto oficialmente limita con dicha comarca.
El límite oeste ha sido tradicionalmente objeto de debate, ya que hay autores que lo sitúan en el río Guadiamar frente a otros que lo prolongan hasta el contacto con la provincia de Huelva (e incluso más allá, hasta Niebla.
| Comarca Campo de Gerena (Sevilla) | Comarca Campo de Gerena (Sevilla) | Comarca Campo de Gerena (Sevilla) |
| Comarca del Condado (Huelva)      |                                   | Comarca Metropolitana de Sevilla  |
| Comarca del Condado (Huelva)      | Comarca Costa Noroeste (Cádiz)    | Comarca Metropolitana de Sevilla  |

## Distribución territorial

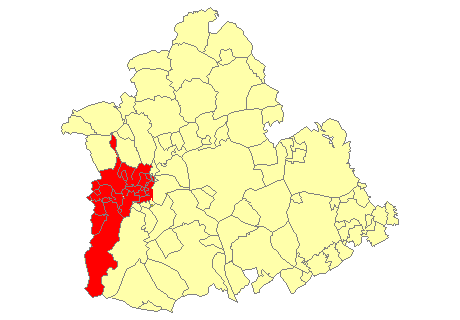
Mapa del Aljarafe a escala provincial

El Aljarafe está organizado en tres coronas metropolitanas:
- Primera corona: Bormujos, Camas, Castilleja de la Cuesta, Castilleja de Guzmán, Coria del Río, Gines, Mairena del Aljarafe, Santiponce, Tomares, San Juan de Aznalfarache, Gelves, Palomares del Río y Valencina de la Concepción.

- Segunda corona: Albaida del Aljarafe, Almensilla, Benacazón, Bollullos de la Mitación, Espartinas, Olivares, Sanlúcar la Mayor, Salteras, Umbrete y Villanueva del Ariscal.

- Tercera corona: Aznalcázar, Carrión de los Céspedes, Castilleja del Campo, Huévar del Aljarafe Villamanrique de la Condesa y Pilas.

Y dividido en varios corredores: el Aljarafe Norte (entre la vía del tren y la A-49), el Aljarafe Central (entre la A-49 y la autovía de Mairena), el Aljarafe Centro Sur (sur de la autovía de Mairena) y el Aljarafe Ribereño (articulado alrededor de la autovía de Coria).
Para la legislación autonómica, los siguientes municipios, ubicados en el Aljarafe, forman parte del área metropolitana de Sevilla: Albaida del Aljarafe, Almensilla, Aznalcázar, Benacazón, Bollullos de la Mitación, Bormujos, Camas, Carrión de los Céspedes, Castilleja de Guzmán, Castilleja de la Cuesta, Castilleja del Campo, Coria del Río, Espartinas, Gelves, Gines, Huévar del Aljarafe, Mairena del Aljarafe, Olivares, Palomares del Río, Pilas, La Puebla del Río, Salteras, San Juan de Aznalfarache, Sanlúcar la Mayor, Santiponce, Tomares, Umbrete, Valencina de la Concepción, Villamanrique de la Condesa y Villanueva del Ariscal.
Los siguientes municipios están en la Mancomunidad de Desarrollo y Fomento del Aljarafe: Albaida del Aljarafe, Almensilla, Aznalcázar, Benacazón, Bollullos de la Mitación, Bormujos, Camas, Carrión de los Céspedes, Castilleja de Guzmán, Castilleja del Campo, Castilleja de la Cuesta, Coria del Río, Espartinas, Gelves, Gines, Huévar del Aljarafe, Isla Mayor, Mairena del Aljarafe, Olivares, Palomares del Río, Pilas, La Puebla del Río, Salteras, San Juan de Aznalfarache, Sanlúcar la Mayor, Santiponce, Tomares, Umbrete, Valencina de la Concepción, Villamanrique de la Condesa y Villanueva del Ariscal.

## Demografía

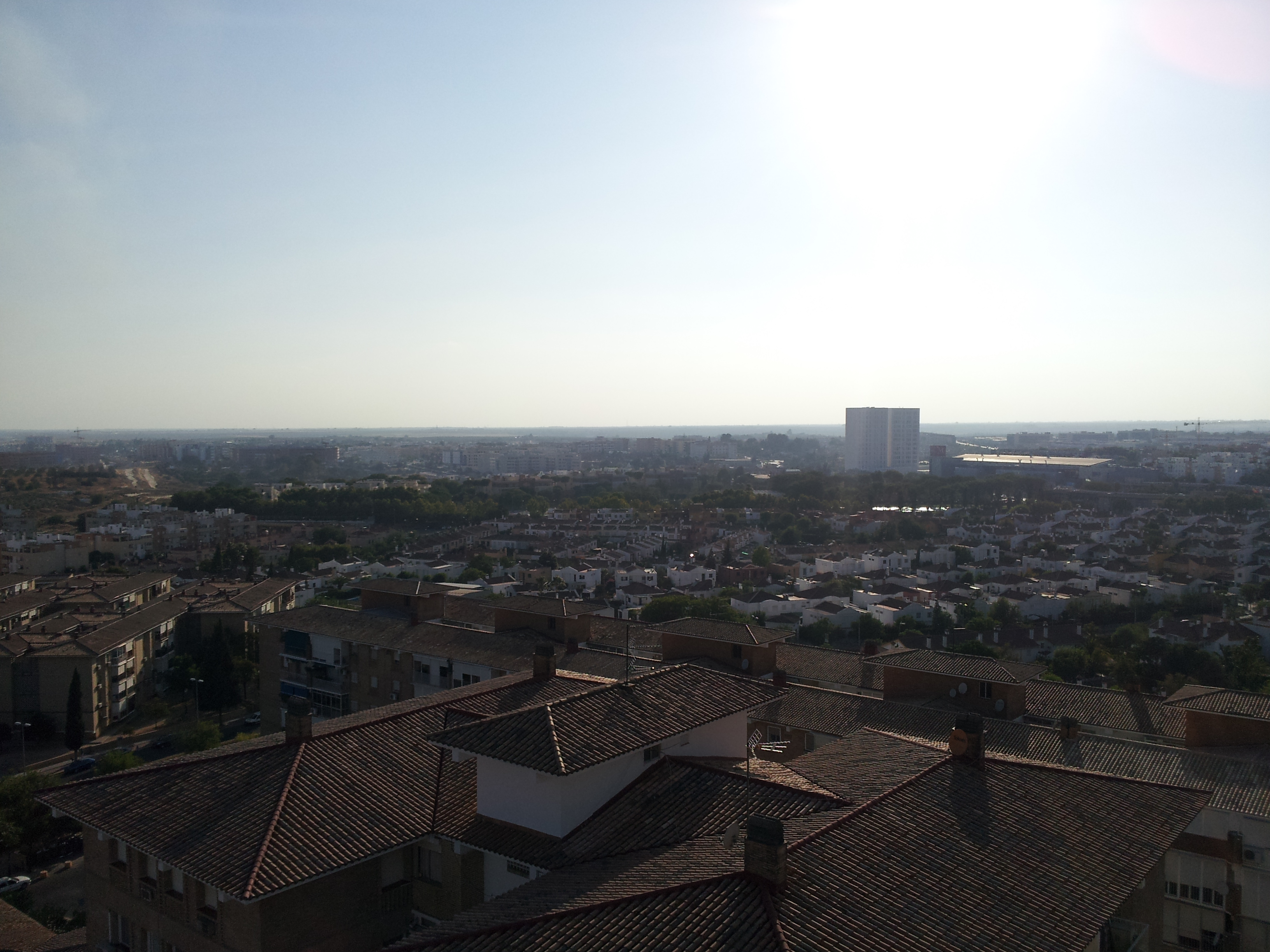
Fotografía altura desde Mairena del Aljarafe

El origen del crecimiento de la comarca se inicia en los años 1940, cuando ciudadanos de clase alta de la capital hispalense decidieron tener sus residencias en las afueras de la ciudad. Hoy en día la población del Aljarafe supone un 3,8% del total andaluz, y representa una cuarta parte (25,2%) de la aglomeración urbana de Sevilla. Pese a conservar una parte importante del paisaje tradicional de olivares y otros aprovechamientos agrícolas, hoy cumple una función metropolitana y residencial que ha trasformado considerablemente su imagen. Si bien podría considerarse como una "ciudad dormitorio" dentro de la aglomeración urbana de Sevilla, sería más adecuado referirse a esta comarca como una "ciudad chalet", por el predominio de este tipo de edificaciones de baja densidad, tan propio de los crecimientos suburbanos contemporáneos. Tras el paso de los años y el crecimiento poblacional, gran parte de los municipios de la primera corona se encuentran conurbados, formando un espacio urbano contiguo, en el que los límites entre un municipio y otro no están claros.
| Escudo | Municipio                   | Extensión (km²) | Población (INE 2024) | Densidad (hab,/km2) |
| ------ | --------------------------- | --------------- | -------------------- | ------------------- |
|        | Albaida del Aljarafe        | 10,93           | 3 223                | 294,88              |
|        | Aznalcázar                  | 449,62          | 4 886                | 10,87               |
|        | Benacazón                   | 32,15           | 7 358                | 228,86              |
|        | Bollullos de la Mitación    | 62,56           | 11 251               | 179,84              |
|        | Carrión de los Céspedes     | 6,03            | 2 617                | 434,0               |
|        | Castilleja del Campo        | 16,22           | 612                  | 37,73               |
|        | Huévar del Aljarafe         | 57,59           | 3 360                | 58,34               |
|        | Olivares                    | 45,49           | 9 504                | 208,93              |
|        | Pilas                       | 45,94           | 14 105               | 307,03              |
|        | Sanlúcar la Mayor           | 136,16          | 14 375               | 105,57              |
|        | Umbrete                     | 12,42           | 9 394                | 756,36              |
|        | Villamanrique de la Condesa | 57,67           | 4 677                | 81,10               |
|        | Villanueva del Ariscal      | 4,72            | 6 938                | 1 469,92            |
|        | Total                       | 937,50          | 92 300               | 98,45               |

## Historia
Su nombre procede de una voz árabe que significaba otero o elevación (الجرف, Al Jaraf). El lugar aparece nombrado como Alxaraf en el siglo XIII.
En Valencina de la Concepción se encuentran la mayor parte de yacimientos entre el Calcolítico y la Edad del Bronce Antiguo. Los hallazgos de esta etapa se extienden hacia el este hasta Castilleja de Guzmán. En Valencina se encuentran los dólmenes de la Pastora, Matarrubilla, Ontiveros y los Veinte. En esta área se han encontrado zonas de hábitat y estructuras funerarias. También se han encontrado restos de esta época en el municipio de Camas (en la zona del Carambolo) y en el de Coria del Río (en el cerro de San Juan).
En el cerro del Carambolo, en el municipio de Camas, se encontró un yacimiento tartésico de entre el IX y siglo VI a. C. En este lugar se encontró el tesoro del Carambolo.
La etapa romana en el Bajo Guadalquivir comenzó cuando en el 206 a. C., en el contexto de la segunda guerra púnica, se produjo la victoria de Publio Cornelio Escipión "el Africano" sobre los cartagineses en la batalla de Ilipa (Alcalá del Río).

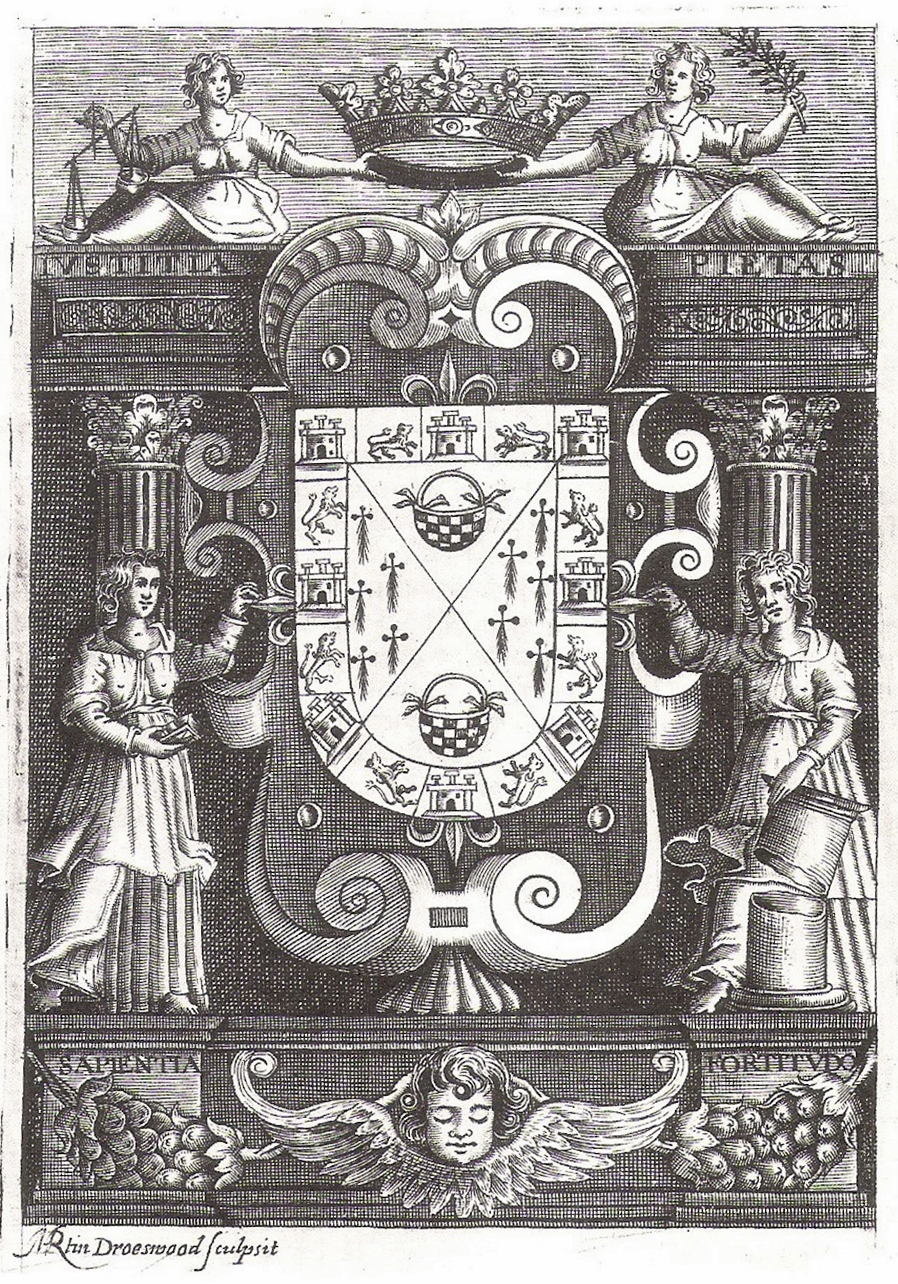
Escudo de la Casa de Guzmán. En los siglos y los Guzmán, condes de Olivares, consiguieron el señorío de muchas localidades del Aljarafe. Esto se ha conocido como el Estado de Olivares.

Escipión fundó la ciudad de Itálica. A este lugar llegarían romanos de clase alta, como las familias de los Ulpios y los Aelios. En el siglo II fueron emperadores Trajano, de los Ulpios, y Adriano, de los Aelios. El Imperio romano de occidente desapareció en el siglo V. A partir del siglo VII Itálica pasó a ser un pequeño pueblo, que quedó abandonado totalmente en el siglo XIII. En 1301 se fundó cerca de este lugar el monasterio de San Isidoro del Campo, de los cistercienses. En 1431 este monasterio pasó a ser de los jerónimos. En el siglo XV se fundó la localidad de Santiponce junto al río. En 1603 una inundación produjo que Santiponce se trasladase a un lugar más elevado, cerca del monasterio. Las ruinas romanas de Itálica fueron utilizadas como cantera y se tomó del lugar una gran cantidad de material artístico. En 1912 pasaron a estar protegidas por la Junta Superior de Excavaciones.
El romano Plinio menciona en esta zona a Itálica, Osset, llamada Iulia Constantia (San Juan de Aznalfarache)  y a Caura (Coria del Río), pues a Vergentum es solo una mala lectura por Lucurgentum, que no estaba en Gelves sino en la Base Aérea de Morón de la Frontera.
Esta zona estuvo en la provincia Bética, que exportaba vino y aceite a Roma y otras ciudades del Imperio. En Aznalcázar hay restos de un antiguo puente romano y algunos mosaicos en Castilleja del Campo.
En la época musulmana la producción de aceite continuó siendo el principal sector económico de la región y era exportado al Magreb y a oriente. De esta época se conservan numerosos vestigios como las torres de Olivares, Bollullos de la Mitación y Albaida del Aljarafe y numerosas mezquitas convertidas posteriormente en templos cristianos.
Tras la Reconquista, en el siglo XIII, tuvo lugar un repartimiento de los terrenos del Aljarafe entre el estamento de la nobleza y el clero. También recibieron terrenos las órdenes militares de San Juan, Alcántara, Calatrava y Santiago. Fernando III le cedió a la Orden de San Juan de Jerusalén (conocida como Orden de Malta) la aldea de Alhadrín, cerca de la fortaleza de Aznalfarache. Sin embargo, la aldea quedó despoblada tras las invasiones meriníes de entre 1275 y 1277. Alfonso X la reconstruyó y la puso como realengo administrado por el concejo de Sevilla en 1284. Aunque esa orden estuvo poco tiempo, la localidad pasó a llamarse San Juan de Aznalfarache. La Orden de San Juan gestionó una pequeña aldea en Robaina (Huévar del Aljarafe), que continuaba existiendo en el siglo XVI, aunque con escasa población. El estado de las arcas públicas durante el reinado de Carlos I hizo que tuviera que vender terrenos de las órdenes militares, de las que era maestre, valiéndose de las bulas de Clemente VII de 1529 y de Paulo III de 1536. En lo que respecta a la Orden de Santiago en 1537 vendió Villanueva del Ariscal y los terrenos de Almúedano y Torrequemada a Jorge de Portugal, I conde Gelves, y en 1539 vendió terrenos de Castilleja de la Cuesta a Pedro de Guzmán, I conde de Olivares, y Benazuza a Juan de Almansa. En lo que respecta a la Orden de Alcántara en 1538 vendió Castilleja de Alcántara (luego de Guzmán), Heliche y Characena a Pedro de Guzmán, I conde de Olivares. Felipe II vendió bienes eclesiásticos con una bula del papa Gregorio XIII de 1574: Rianzuela fue vendida al caballero veinticuatro Fernando de Solís en 1574 y entre 1578 y 1579 fueron vendidos Albaida de Aljarafe y el vado del Quema a Enrique de Guzmán, II conde de Olivares. Después de esto, el arzobispado conservaría Umbrete y el terreno de Lopas. En el siglo XVII, Felipe IV vendió todos sus terrenos propios (realengos) de esta comarca. La mayoría fueron comprados por el conde duque de Olivares y el resto por otros nobles.
Entre las familias nobiliarias que tuvieron señoríos en la comarca puede destacarse a los Guzmán, que fueron condes de Olivares. En el siglo XVII Gaspar de Guzmán, conde duque de Olivares, fue valido de Felipe IV. En 1623 adquirió Sanlúcar la Mayor; en 1625 el tercio que le faltaba de Castilleja de la Cuesta; en 1627 Tomares, del cual era parte San Juan de Aznalfarache, y Aznalcóllar; en 1630 Coria del Río; en 1635 Camas; y en 1641 Bollullos de la Mitación, Palomares del Río, Mairena del Aljarafe y Salteras. Tras todas las adquisiciones, Gaspar de Guzmán dividió su herencia en dos: el conocido como Estado de Olivares, que abarcaba Olivares, Albaida del Aljarafe, Camas, Castilleja de la Cuesta, Castilleja de Guzmán, Salteras, Tomares y San Juan de Aznalfarache, que fue legado a su sobrino Luis Méndez de Haro; y un mayorazgo que abarcaba el marquesado de Mairena del Aljarafe, Palomares del Río, el ducado de Sanlúcar la Mayor, el condado de Aznalcóllar, Coria del Río y la alcaidía del castillo de San Jorge de Triana, que pasó a Enrique Felipe de Guzmán.
También existieron zonas de dehesa propiedad de los concejos y de uso común de los vecinos, sobre todo, como zonas de pasto para el ganado. La desaparición del sistema de señoríos en el siglo XIX y la desamortización de las tierras comunales puso fin a esta forma de organización.

## Economía

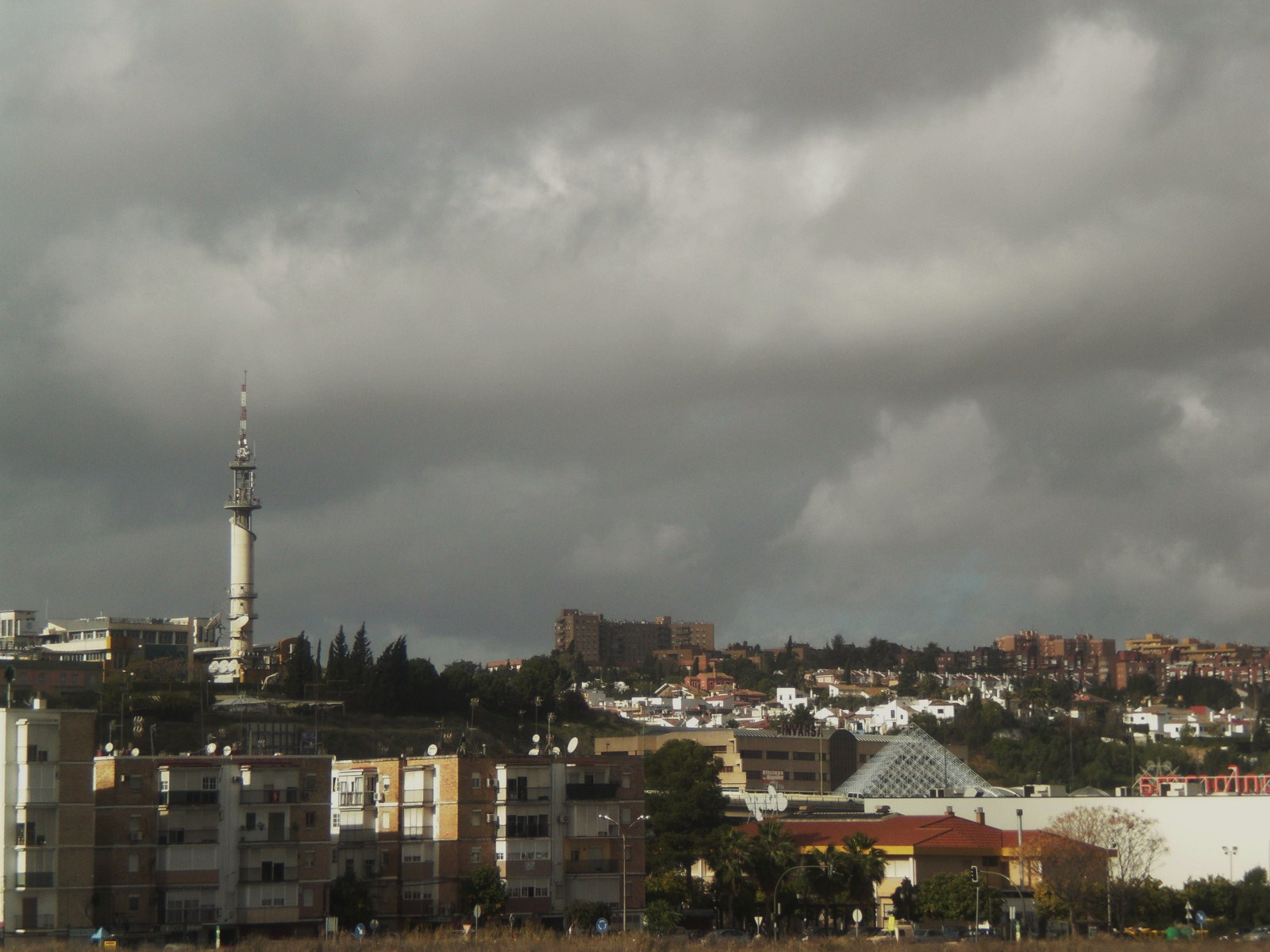
Cornisa del Aljarafe (Este)

Actualmente el Aljarafe cuenta con dotaciones propias, como hospitales, una universidad privada, estudios de televisión, hoteles, un puerto deportivo (Puerto Gelves) y centros comerciales (entre ellos uno de los mayores centros comerciales del sur de España).
Entre las instalaciones más importantes del Aljarafe se halla el hospital San Juan de Dios, el hospital Nisa Aljarafe, numerosos centros comerciales (Metromar, Ábaco y otros), la sede central de la RTVA, el polígono industrial PISA y el polígono PIBO. También posee grandes superficies como Ikea, Merkamueble, Makro, Carrefour, El Corte Inglés, etc, así como numerosos centros educativos.
Según un estudio de la Agencia Tributaria publicado en 2018, ocho de los diez municipios con mayor renta declarada de toda Andalucía se encuentran en el Aljarafe.

## Transportes

### Transporte por carretera
El Aljarafe cuenta con varias autovías gratuitas que recorren la comarca.
- SE-30: Ronda de circunvalación de Sevilla. Situada al extremo este del Aljarafe. Se trata de una gran autovía que separa el Aljarafe de la ciudad de Sevilla.
- SE-40: Segunda ronda de circunvalación de Sevilla. Es una autovía de gran capacidad, tres carriles por sentido y pudiéndose aumentar a cuatro por sentido en un futuro. La autovía se encuentra en obras, con algunos tramos abiertos ya al público; cruza el aljarafe, de momento, desde Coria del Río hasta el cruce con la A-49
- A-49: Autovía Sevilla-Huelva. Autovía que divide el Aljarafe en norte y sur. Consta de tres carriles hasta Benacazón.
- A-8057: Autovía Sevilla-Mairena del Aljarafe.
- A-8058: Autovía Sevilla-Coria del Río.
- A-8077:Carretera Camas-Sanlúcar la Mayor

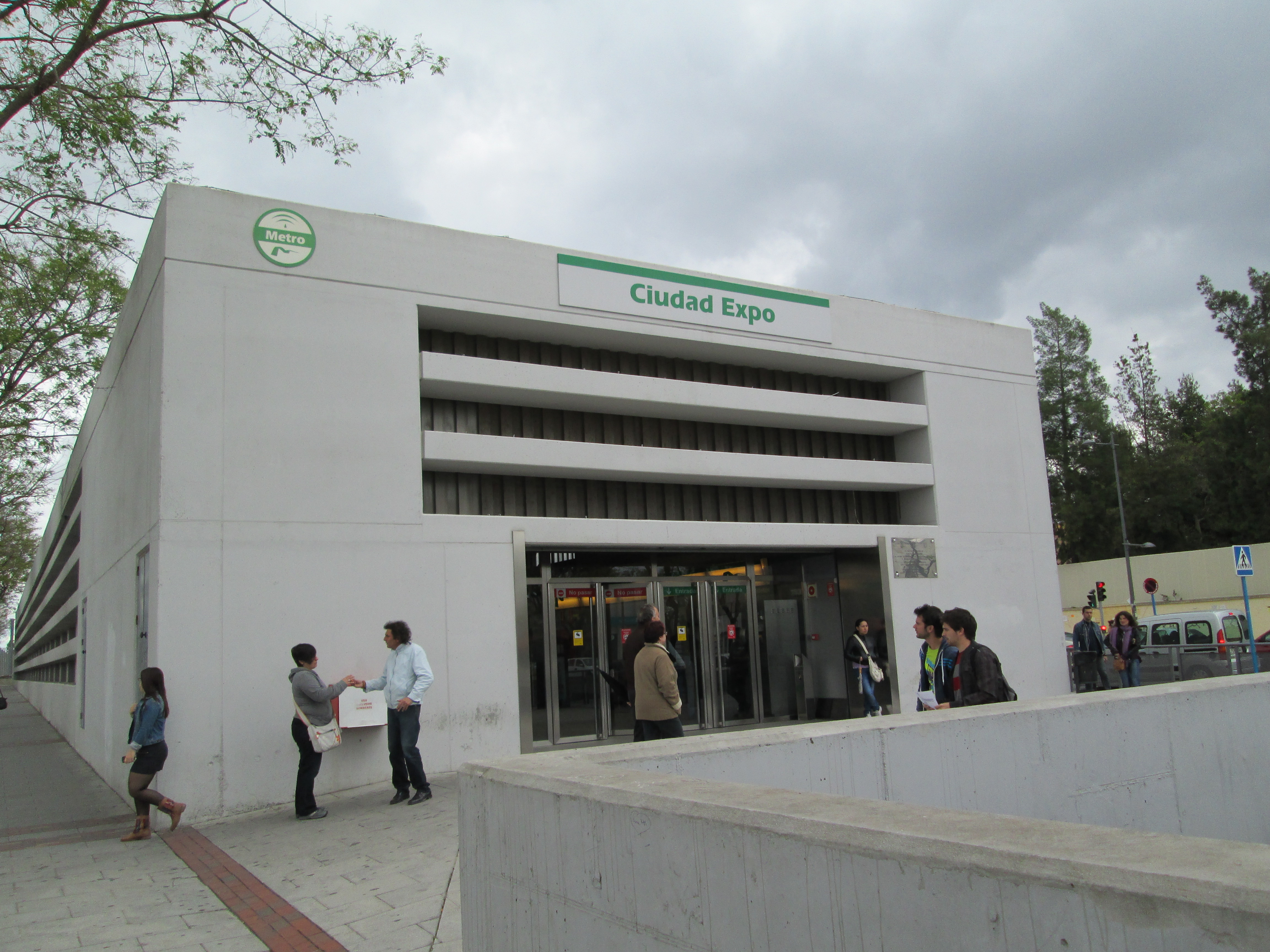
Estación Línea 1 Ciudad Expo.

### Ferrocarril
Al Aljarafe llega la línea C-5 del cercanías de Sevilla, que recorre las localidades del norte del Aljarafe hasta Benacazón. 
La línea 1 del metro de Sevilla pasa por San Juan de Aznalfarache y Mairena del Aljarafe. Cuenta con cuatro estaciones, dos en cada municipio. Se ha planteado que la línea 2 del metro se prolongue hasta Tomares y Camas.
Está en construcción una línea de tranvía que transcurra por las localidades más pobladas de norte a sur, teniendo correspondencia con la línea 1 de metro en la estación intermodal de Ciudad Expo.

### Fluvial
En Gelves se encuentra el puerto deportivo Puerto Gelves, a orillas del río Guadalquivir. Está dentro de los puertos gestionados por la Junta de Andalucía.
Servicio de Taxi
En 2006 se creó el Área de Prestación Conjunta del taxi del Aljarafe que englobó a 31 municipios. Dando lugar al servicio de Taxi Radio Aljarafe que llegó a tener 135 licencias de taxis que podían recoger pasajeros en cualquier pueblo.

## Naturaleza

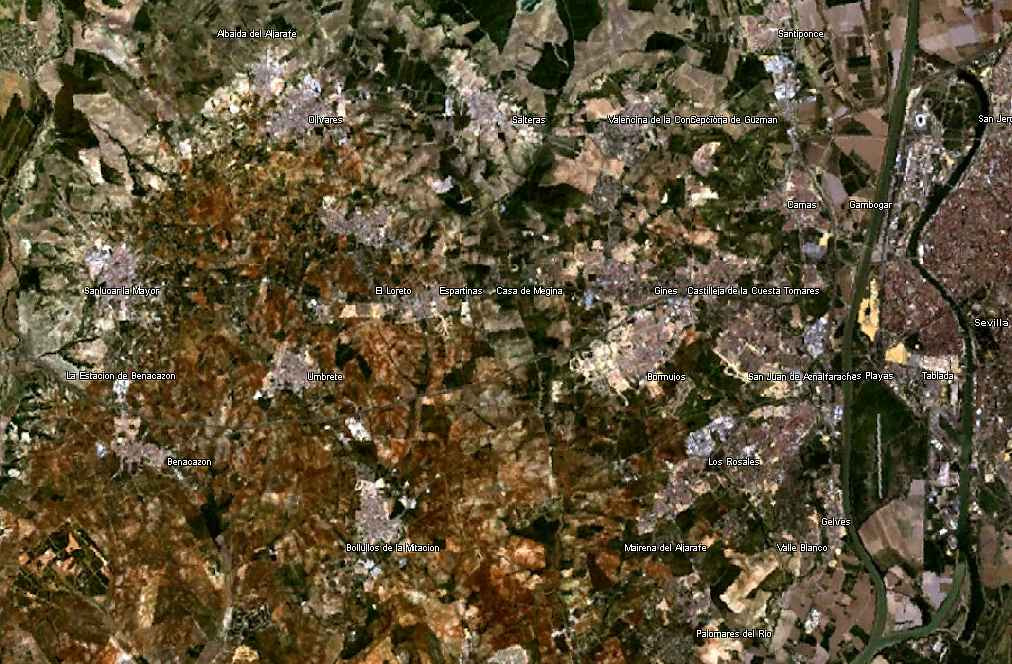
El Aljarafe y el área metropolitana de Sevilla.

El Guadiamar pasa por esta comarca. En 2003 la ribera de los municipios de Aznalcázar, Aznalcóllar, Benacazón, Huévar del Aljarafe, Olivares, Sanlúcar la Mayor y Villamanrique de la Condesa pasó a ser un Paisaje Protegido, con el nombre de Corredor Verde del Guadiamar. Este paraje incluye también los arroyos Alcarayón, Cigüeña, el Molinillo, Ardachón, de los Frailes o del Tardón y de la Cañada de los Charcos. El Guadiamar también cuenta con los arroyos de Baldarrago, Valdegallinas, Cañaveroso, Crispinejo, Barbacena, San Bartolomé, las Cuevas y Tejadillo. La comarca también cuenta con los arroyos de Majalbarraque, Riopudio y Montijos.

## Habla
Una recopilación sobre rasgos, palabras y frases del habla del Aljarafe occidental: abanador, (a)barrumbado, aboparse, achichotarse, de aguas allá, ajolá, algofifa, amorrarse, ancá, anteoso, antiernoche, apulgararse, etc., etc., en torno a 1200 términos y características, ha sido publicada por Fernando José Sánchez Bautista en dos partes.